# 動物運動論
『動物運動論』（どうぶつうんどうろん、希: Περὶ ζώων κινήσεως、羅: De Motu Animalium、英: Movement of Animals）とは、古代ギリシャの哲学者アリストテレスによる、動物・生物に関する研究書の一つ。彼の5冊ある動物学著作の中では、『動物誌』『動物部分論』に次ぐ第3書であり、動物の運動機能が、その原因・目的と共に考察される。
本書がアリストテレスが書いたものであるか、その真作性については議論がある。

## 構成
全11章から成る。
- 第1章 - 動物の運動の原因・起源。運動の起源である「不動点」「静止点」としての関節。
- 第2章 - 体内の「静止点」（関節）と外界の「支点」（地、空気、水）。船の例え。
- 第3章 - 「第一動者」の性質。アトラスの神話。
- 第4章 - 宇宙の「第一動者」は宇宙外に居て不動。地上の無生物の運動は生物体に由来。
- 第5章 - 従属的な運動としての構造変化。生成と消滅。
- 第6章 - 運動の目的。いかに霊魂が身体を動かすか。運動の終局目的。運動は思弁ではなく行動の領域。宇宙と生物体の比較。
- 第7章 - 思弁と行動。思弁ではなく行為の推論による結論としての行動。自動機械と動物運動の比較。
- 第8章 - 微小な身体的変化は意識に上らない。心身の機構。運動の連鎖が示す共通の中心。
- 第9章 - 運動の起動因としての心臓。身体の左右相称性・同時運動性。感覚中枢・感覚共通起源としての霊魂気管である心臓。
- 第10章 - 運動の形相因と質料因。運動に必要な身体的変化としての「内在的気息」の場所的運動。秩序ある共和国としての動物の身体。
- 第11章 - 無意識的運動や不随意的運動。身体構造の理論的根拠。非合理的運動は身体の状態に帰する。

## 日本語訳
- 『アリストテレス全集 9 動物運動論　動物進行論　動物発生論』 島崎三郎訳、岩波書店、1969年
- 『新版 10 動物の諸部分について　動物の運動について　動物の進行について』 濱岡剛・永井龍男訳、岩波書店、2016年
- 『動物部分論・動物運動論・動物進行論』 坂下浩司訳、京都大学学術出版会<西洋古典叢書>、2015年